# Spreading the Disease
Spreading the Disease je druhé řadové album americké thrashmetalové hudební skupiny Anthrax. Vydáno bylo roku 1985. Bylo to první album kapely se zpěvákem Joeyem Belladonnou a basistou Frankem Bellem. V roce 2015 byla ke 30. výročí vydána speciální edice se dvěma disky.

## Seznam skladeb
Všechny skladby napsal(i) Anthrax, pokud není uvedeno jinak. 
| Strana 1 | Strana 1             | Strana 1 |
| Pořadí   | Název                | Délka    |
| -------- | -------------------- | -------- |
| 1.       | A.I.R.               | 5:45     |
| 2.       | Lone Justice         | 4:36     |
| 3.       | Madhouse             | 4:19     |
| 4.       | S.S.C./Stand or Fall | 4:08     |
| 5.       | The Enemy            | 5:25     |

| Strana 2 | Strana 2            | Strana 2                        | Strana 2    | Strana 2 |
| Pořadí   | Název               | Hudba                           | Text        | Délka    |
| -------- | ------------------- | ------------------------------- | ----------- | -------- |
| 6.       | Aftershock          |                                 |             | 4:28     |
| 7.       | Armed and Dangerous | Turbin, Scott Ian, Danny Lilker | Neil Turbin | 5:43     |
| 8.       | Medusa              |                                 | Jon Zazula  | 4:44     |
| 9.       | Gung-Ho             | Turbin, Ian, Lilker             | Turbin      | 4:34     |

| 30th Anniversary Edition, disk 1 – bonusová skladba | 30th Anniversary Edition, disk 1 – bonusová skladba | 30th Anniversary Edition, disk 1 – bonusová skladba |
| Pořadí                                              | Název                                               | Délka                                               |
| --------------------------------------------------- | --------------------------------------------------- | --------------------------------------------------- |
| 10.                                                 | Medusa (Demo Joeya Belladonny)                      |                                                     |

| 30th Anniversary Edition, disk 2 | 30th Anniversary Edition, disk 2                    | 30th Anniversary Edition, disk 2 |
| Pořadí                           | Název                                               | Délka                            |
| -------------------------------- | --------------------------------------------------- | -------------------------------- |
| 1.                               | A.I.R. (Živě v Sun Plaza (Tokio) 1987)              |                                  |
| 2.                               | Metal Thrashing Mad (Živě v Sun Plaza (Tokio) 1987) |                                  |
| 3.                               | The Enemy (Živě v Sun Plaza (Tokio) 1987)           |                                  |
| 4.                               | Madhouse (Živě v Sun Plaza (Tokio) 1987)            |                                  |
| 5.                               | Howling Furies (Živě v Sun Plaza (Tokio) 1987)      |                                  |
| 6.                               | Armed And Dangerous (Živě v Sun Plaza (Tokio) 1987) |                                  |
| 7.                               | Gung-Ho (Živě v Sun Plaza (Tokio) 1987)             |                                  |
| 8.                               | Soldiers of Metal (Živě v Sun Plaza (Tokio) 1987)   |                                  |
| 9.                               | Lone Justice (Hudební doprovod)                     |                                  |
| 10.                              | Gung-Ho (Hudební doprovod, 1984)                    |                                  |
| 11.                              | Metal Thrashing Mad (Hudební doprovod, 1984)        |                                  |
| 12.                              | Raise Hell (Hudební doprovod, 1984)                 |                                  |
| 13.                              | Stand or Fall (Hudební doprovod, 1984)              |                                  |
| 14.                              | Aftershock (Hudební doprovod, 1984)                 |                                  |
| 15.                              | Armed And Dangerous (Hudební doprovod, 1984)        |                                  |
| 16.                              | Madhouse (Hudební doprovod, 1984)                   |                                  |
| 17.                              | The Enemy (Hudební doprovod, 1984)                  |                                  |

## Sestava
- Joey Belladonna – zpěv
- Dan Spitz – kytara, doprovodné vokály
- Scott Ian – kytara, doprovodné vokály
- Frank Bello – baskytara, doprovodné vokály
- Charlie Benante – bicí